# Concattedrale di Santissima Maria Assunta e San Catello
La concattedrale di Santissima Maria Assunta e San Catello è la principale chiesa di Castellammare di Stabia ed è concattedrale dell'arcidiocesi di Sorrento-Castellammare di Stabia: eretta a partire dal 1587 ma consacrata solamente nel 1893, al suo interno si venera la statua del patrono della città stabiese, san Catello. È sede parrocchiale e regge la chiesa di Gesù e Maria, la chiesa di Maria Santissima del Caporivo, la chiesa di Santa Maria dell'Orto, la chiesa del Santissimo Crocifisso al Rivo e la chiesa del Santissimo Crocifisso e Anime del Purgatorio.

## Storia
La prima cattedrale di Castellammare di Stabia era situata nei pressi della collina di Varano; in seguito venne spostata nei pressi del castello ed infine nella zona dell'attuale piazza Quartuccio: a seguito del terremoto del 1436, l'edificio subì notevoli danni che portarono alla decisione di costruire un cattedrale ex novo: il 17 settembre 1517 una commissione di alcuni cittadini eletti dalla giunta municipale affidò all'architetto Giovanni Donadio il compito di disegnare la nuova chiesa, ma per motivi ignoti questo progetto non venne mai realizzato. Anche nel 1569 ci fu un secondo tentativo da parte del vescovo Antonio Laureo, anch'esso senza alcun esito. Ludovico Maiorano, salito all'episcopato nel 1581 vendette la cattedrale al castello, ormai ridotta in rudere, ricavando una discreta somma da poter investire nella costruzione della nuova: nel 1587 l'amministrazione della città concesse l'autorizzazione per l'avvio dei lavori sovvenzionando il progetto con una gabella, imposta ai cittadini, di un tornese su ogni chilo di carne, olio, formaggio ed altri generi alimentari comprati nelle botteghe della città o nella Regia Dogana: la nuova chiesa sorse sui resti di quella precedente al Quartuccio. I lavori furono affidati all'architetto Pietro Antonio De Sanctis e realizzati da Santoro Cortolano e Paolo Fasano: l'apertura del cantiere avvenne il 22 novembre 1587 come testimoniato dalla cerimonia della posa della prima pietra riportata in un libro conservato nell'archivio storico della cattedrale:

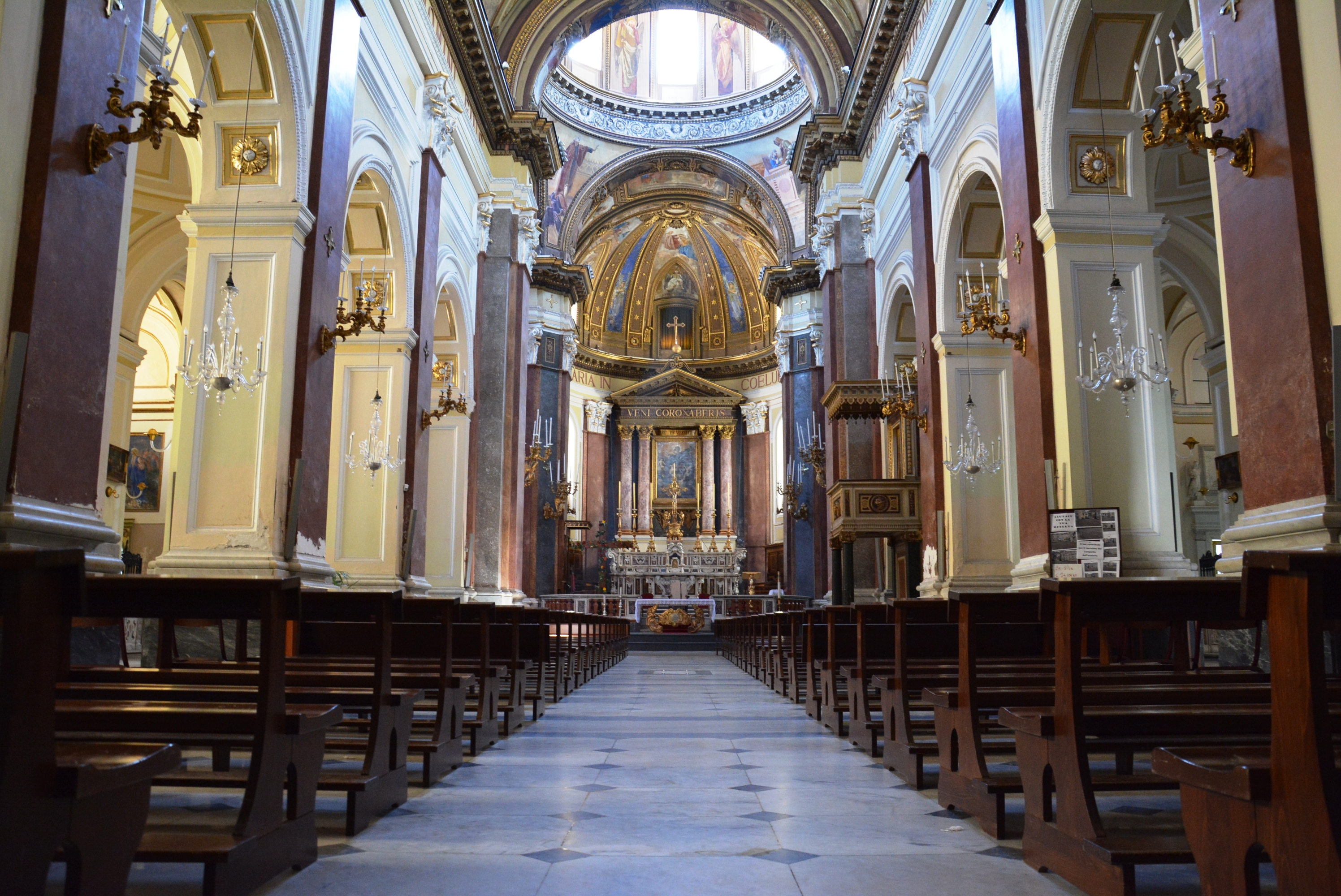
La navata centrale

I lavori procedettero molto lentamente, anche per la continua mancanza di fondi economici, situazione che venne più volte risolta imponendo una gabella ai cittadini: l'apertura parziale al culto dell'edificio si avrà soltanto nel 1643, anno in cui vennero concesse alcune cappelle gentilizie a diverse famiglie nobili della città. La chiesa era però tutt'altro che conclusa: mancavano infatti ancora importanti elementi come l'organo, che venne installato nel 1668 e sistemato definitivamente nel 1774, l'atrio, realizzato nel 1713, come testimoniato da un'iscrizione oggi non più esistente:
e l'altare maggiore i cui lavori iniziarono nel 1753 e terminarono nel 1760, quando il vescovo Giuseppe Coppola, lo consacrò il 12 aprile. Mancava inoltre il campanile: nel 1774 si decise di ristrutturare quello già esistente ma il vescovo di oppose fortemente perché avrebbe dovuto cedere circa due metri del suo terreno; nel 1782, dopo l'intervento del re, si arrivò alla conclusione di costruire un nuovo campanile sul territorio comunale per una spesa pari a 7.323 ducati.
Tra il 1875 ed il 1893, su ordine del vescovo Petagna, la chiesa fu completamente modificata: assunse la forma a croce latina, fu creato il transetto e il presbiterio ed edificata la cappella dedicata a san Catello; durante lo scavo della cappella del santo patrono rivennero alla luce resti di una necropoli paleocristiana, segmenti di strade e soglie di abitazioni romane: questo luogo prese il nome di Area Christianorum. Nel 1893 la chiesa fu solennemente consacrata dal vescovo Sarnelli e dedicata a Maria Santissima Assunta, dopo oltre tre secoli dall'inizio della costruzione; nel 1930 ha subito alcuni lavori di restauro così come nel 1980 a seguito dei danni provocati dal terremoto dell'Irpinia.

## Struttura

### Facciata

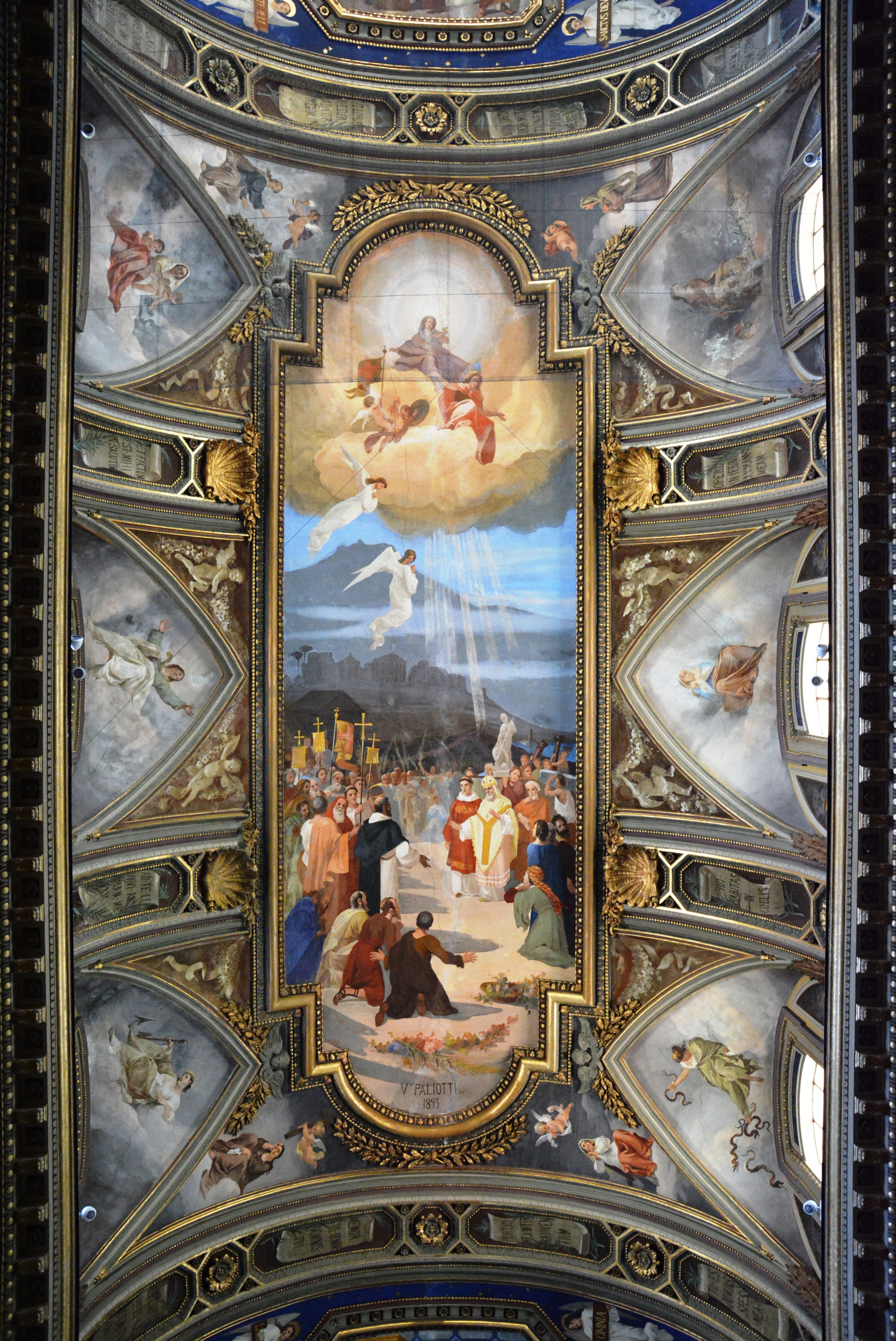
La volta coi dipinti del Paliotti

La facciata esterna della cattedrale di Maria Santissima Assunta, decorata con marmi, è aperta da tre archi che poggiano su quattro pilastri, formando un piccolo atrio interno al quale si accede tramite una scalinata realizzata in piperno di Soccavo. L'arco centrale è di maggiori dimensioni rispetto agli altri due e sulla sua sommità porta lo stemma della città: tale arco è incastonato in due colonne capitellate. Sul parapetto della facciata si trova un orologio con due piccole campane. L'accesso alla chiesa è consentito da tre porte in bronzo, dono nel 1985 della Banca Stabiese, opera dello scultore fiorentino Antonio Berti: quella centrale è di maggiore dimensione e con maggiori elementi decorativi, mentre le due laterali più piccole e di fattura semplice.

### Navata centrale
La chiesa di Maria Santissima Assunta è una basilica a forma di croce latina: l'interno è diviso in tre navate, una centrale e due laterali più piccole sulle quali si aprono cinque cappelle: la pavimentazione è con marmi in bianco e grigio, dalla forma ottagonali o quadrati, mentre al centro della navata maggiore è presente l'antico sepolcro dei sacerdoti stabiesi.
Sulla parete che delimita il fondo della chiesa sono presenti un monumento funebre con la scultura del volto di Tommaso Angelo d'Arco e tre lapidi marmoree: una ricorda la visita di papa Pio IX a Castellammare di Stabia il 22 ottobre 1849, una seconda è dedicata ai lavori di ristrutturazione sostenuti dal vescovo Giuseppe Coppola nel 1760 e la terza è dedicata ai lavori di ampliamento che si ebbero tra il 1887 e 1893. Sempre sul fondo, su di una sorta di soppalco retto da quattro colonne, è posto l'organo ai cui lati sono presenti due dipinti, uno raffigurante Noè, l'altro Abramo.
La navata centrale è divisa da quelle laterali tramite cinque arcate su ogni lato, che poggiano su dieci colonne realizzate in piperno e decorate con stucchi, medaglioni e dorature. La volta è affrescata da tre dipinti di Vincenzo Paliotti risalenti al 1893, raffiguranti scene della vita di san Catello: san Catello nel carcere di Roma, dove riceve la visita di san Gregorio Magno, san Catello libero dal carcere e il ritorno di san Catello a Stabia, che è quello di maggiori dimensioni. Dieci lunette circondano gli affreschi e rappresentano le virtù che caratterizzarono la vita di san Catello, ossia affidabilità, costanza, zelo, longanimità, perdono, elemosina, preghiera, fede, carità e speranza. Nei fregi della navata centrale si leggono i versi di un salmo che recita:

### Cappelle della navata sinistra
Durante il periodo delle festività natalizie e fino a poco dopo la celebrazione della festività di san Catello che cade il 19 gennaio, all'interno della chiesa, precisamente nella navata sinistra, viene allestito un presepe con circa 70 pastori, anche se in passato erano in numero maggiore, risalenti al '600, '700 e '800 e recentemente restaurati: le statue, alcune realizzate da Giuseppe Sammartino, lo stesso scultore del Cristo velato presente nella cappella Sansevero a Napoli, appartenevano alla collezione privata del vescovo Francesco Petagna ed hanno un'altezza che varia dai 90 cm al metro e mezzo e sono vestite con stoffe preziose utilizzate anche per confezionare abiti. Fino a qualche decennio dopo la seconda guerra mondiale le dimensioni del presepe erano molto più grandi rispetto a quelle attuali, tanto che al suo interno ci si poteva camminare e veniva allestito dagli operai del cantiere navale.
Nella navata sinistra si aprono cinque cappelle. La cappella del Battistero, così chiamata per la presenza del battistero in marmo, è decorata con una tela incompiuta raffigurante la consegna delle chiavi a san Pietro, dipinta da Giuseppe Bonito e acquistata nel 1888 su consiglio del pittore Domenico Morelli. Alle pareti laterali due opere a tempera che rappresentano il Battesimo di Gesù e Gesù e i fanciulli, opera di Francesco De Nicola. In un lato della cappella si trova una colonna in marmo di epoca paleocristiana, con capitello in marmo, ritrovata durante gli scavi per la costruzione della cappella di san Catello.
La cappella di Lourdes, in precedenza dedicata a san Gaetano, è dedicata alla beata Vergine di Lourdes: sull'altare centrale è riprodotto uno scenario in stucco e sughero della grotta delle apparizioni di Massabielle a Lourdes, con al suo interno la statua della Vergine Maria e ai suoi piedi Bernadette in preghiera; sulle pareti laterali l'apparizione della Vergine a Massabielle e la processione con il Santissimo Sacramento, di Francesco De Nicola: entrambe le opere sono del 1929 e realizzate con tempere. In passato, nella cappella, era ospitata una pittura della Madonna con san Tommaso e san Gaetano, oggi spostata nel braccio sinistra della crociera.
La cappella della Madonna del Carmine, di patronato della famiglia Longobardi, era in origine dedicata a san Michele Arcangelo: sull'altare centrale la tela della Vergine che libera le anime del Purgatorio, del 1793, dipinta da Angelo Mozzillo. Sulla parete destra la tempera di santa Teresa del Bambino Gesù e una lapide in marmo che rievoca un restauro effettuato nel 1853, mentre sulla parete sinistra un'altra tempera raffigurante santa Luisa di Marillac.
La cappella di san Francesco di Sales era di patronato della famiglia Cotticelli: presenta una statua lignea del santo e sulle pareti laterali due dipinti in tempera che raffigurano diversi momenti della vita di san Francesco: quella di destra è opera di Salvatore Franciosa e risale al 1932, mentre quella di sinistra è di Francesco De Nicola.
La cappella del Santissimo Crocifisso presenta sull'altare centrale un crocifisso in legno risalente al XVII secolo: il Cristo ha con il capo rivolto leggermente verso sinistra, i piedi sono fissati alla croce da un unico chiodo e sul costato e al petto si aprono due grosse ferite. Nelle pareti laterali della cappella si aprono due nicchie in cui sono poste due statue lignee, entrambe del XIX secolo, una di san Biagio e l'altra dell'Addolorata, la quale era in origine collocata nell'attuale cappella dell'Ara Pacis: la statua, realizzata tra la fine del XVIII e l'inizio del XIX secolo, è in stoppa, con la testa, le mani, le braccia, i piedi e le gambe in legno, occhi di cristallo ed è vestita con abito nero adornato di merletti in oro; molti anni fa, durante il venerdì santo, alla statua veniva cambiato l'abito con uno in seta nera in stile spagnolesco ricamato in oro. Sulla parete centrale è presente una porta che da l'accesso all'antica sagrestia.

### Cappelle della navata destra

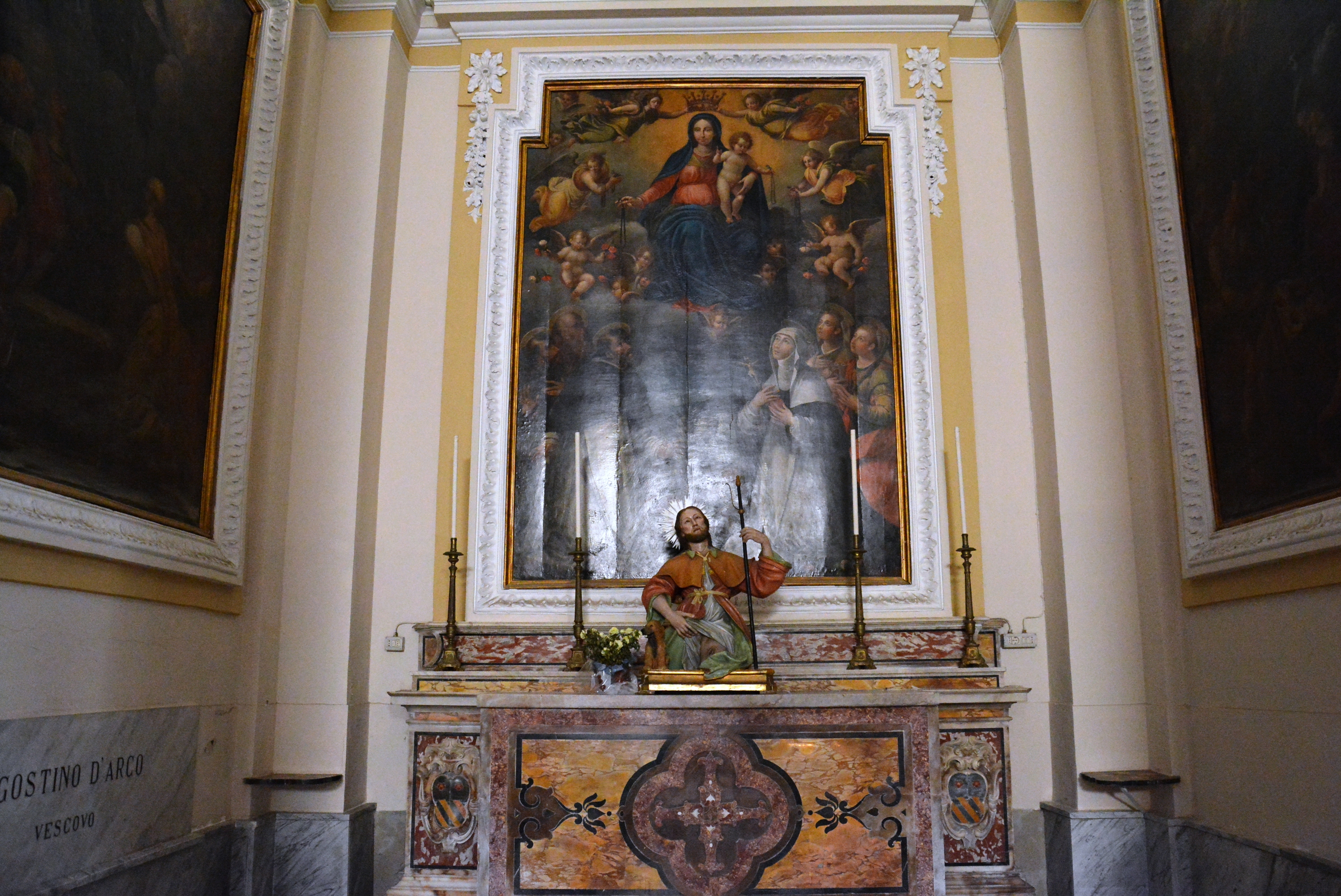
La cappella della Vergine del Rosario, con tavola del 1570

Nella navata destra si aprono cinque cappelle: la cappella di san Nicola fu creata nel 1268 dalla famiglia De Rogatis, i cui stemmi gentilizi sono posti ai lati del transetto e viene così chiamata per la presenza di un dipinto sull'altare centrale di Giovanbattista Spinelli, raffigurante san Nicola di Mira; sulle pareti laterali sono affrescate le effigie di santa Barbara nell'atto di inginocchiarsi, con una veste bianca e un mantello rosso e sul capo il diadema del martirio e sant'Antonio di Padova mentre si inginocchia davanti al bambino Gesù posto su di una nuvola: entrambe le opere sono di Salvatore Mollo e risalgono al 1776. Ai piedi dell'altare, una statua raffigurante Cristo deposto.
La cappella della Vergine del Rosario, in origine della famiglia Cacace e ceduta nel 1825 a quella Giordano, ha al centro dell'altare un dipinto del 1570, probabilmente di Ludovico De Maio o secondo altri di un pittore ignoto del '500, che raffigura la Madonna del Rosario: il quadro in principio si trovava nella basilica di San Lorenzo Maggiore a Napoli, nella cappella gentilizia della famiglia De Caro, in seguito andata in successione allo stabiese Giovan Camillo Cacace che portò il quadro a Castellammare di Stabia sostituendo quello di Napoli con uno nuovo. I personaggi sono tutti a grandezza naturale: al centro è posta la Madonna del Rosario ed ai suoi piedi, da un lato santa Caterina da Siena, santa Lucia da Siracusa e santa Margherita d'Antiochia, mentre dall'altro san Domenico di Guzman, san Francesco di Paola e san Francesco d'Assisi; il quadro presenta diversi problemi di conservazione, soprattutto si notano le spaccature, segno delle giunture delle sottostanti assi in legno. Sulle pareti laterali due opere del XVI secolo di Giovan Vincenzo D'Onofrio da Forlì del Sannio: l'Assunzione che raffigura gli apostoli presso il sepolcro vuoto della Vergine che a sua volta è seduta su un trono di nuvole e la Natività con la Vergine in veste rossa e manto azzurro, san Giuseppe in preghiera ed un gruppo di pastorelli. Sulla parete sinistra è presente il sacello del vescovo Agostino D'Arco.
La cappella della Sacra Famiglia, di patronato del Capitolo Cattedrale, presenta sull'altare centrale una composizione di tre statue, di un autore ignoto del '700, raffiguranti sant'Anna, san Gioacchino e la Madonna da bambina: i busti sono realizzati in cartapesta eccetto la testa, le mani e i piedi che sono in legno, mentre le vesti sono in gesso. Sulle parete di sinistra è raffigurata la Visitazione della Vergine, di Giacinto Diana, risalente al 1802, mentre su quella destra la tela di san Filippo Neri, ispirata a quella di Guido Reni, ubicata nella chiesa romana di Santa Maria in Volpicella: il quadro fu voluto dal vescovo Giuseppe Coppola nel periodo compreso tra il 1750 e il 1760.
La cappella dell'Immacolata è così chiamata per la presenza sull'altare centrale di una statua lignea raffigurante appunto l'Immacolata, data in dono o dal vescovo Petagna o da monsignor Angelo Maria Scanzano; sulla parete sinistra è presente un bassorilievo raffigurante Maria bambina presentata al tempio: Maria fanciulla è nell'atto di salire le scale del tempio con il sommo sacerdote che gli tende le spalle e alle sue spalle Anna e Gioacchino. Sotto all'affresco è presente una statuetta del Bambino Gesù risalente al XIX secolo. Sulla parete destra un bassorilievo sull'Annunciazione, di semplice fattura, con raffigurata la Madonna e l'arcangelo Gabriele; ai piedi dell'affresco una statua in cartapesta di sant'Antonino. I bassorilievi di questa cappella furono realizzati nel 1838.

### Cappella di San Catello

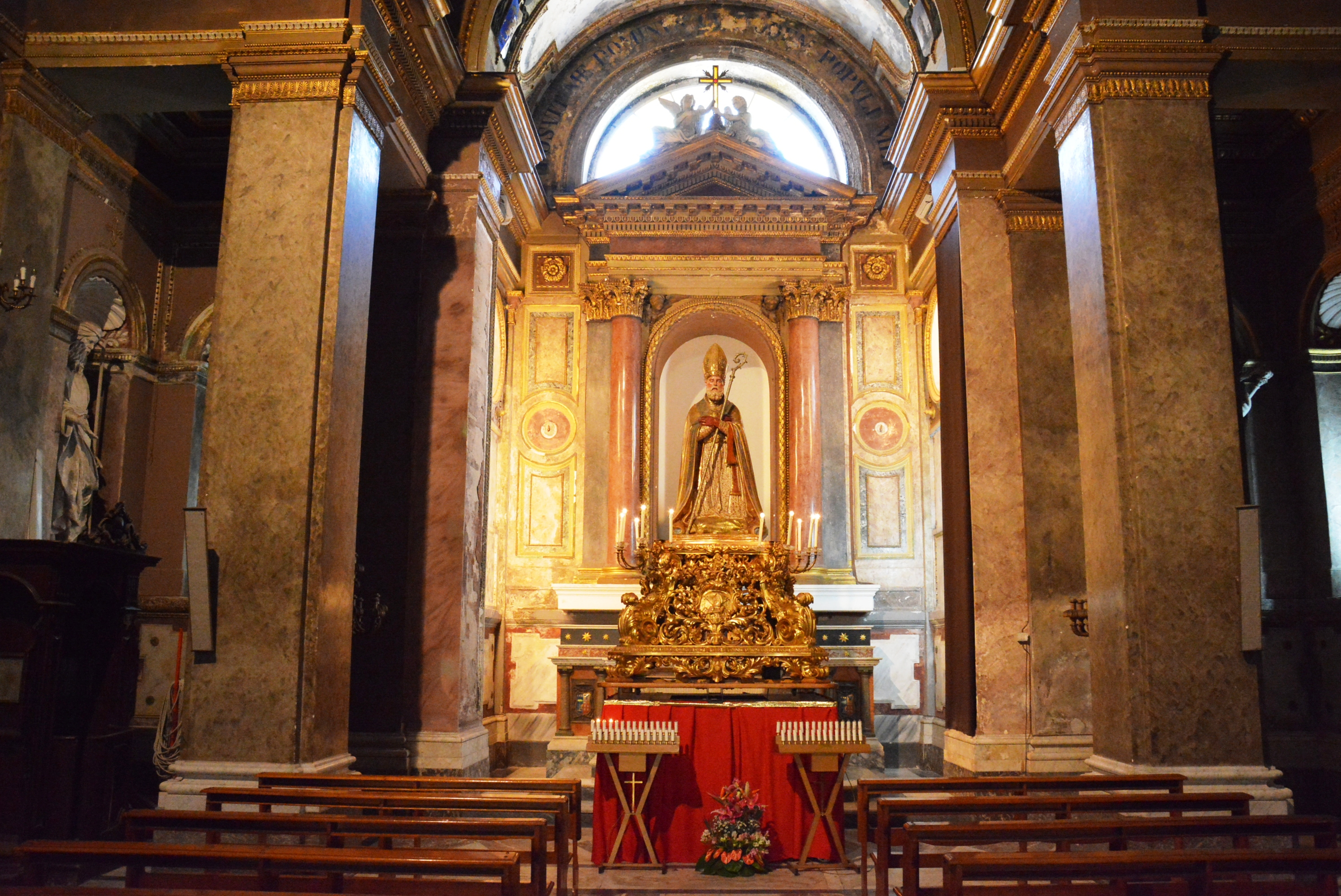
La cappella di San Catello

Una delle cinque cappelle della navata di destra è più ampia rispetto alla altre ed è anche di più recente costruzione: si tratta della cappella di san Catello, costruita nel 1879, al posto della cappella del crocifisso, su progetto dell'architetto Ignazio Rispoli e sotto la direzione dell'ingegnere Giovanni Rispoli. La cappella è preceduta da un ambulacro dove sono posti i sepolcri dei vescovi Agostino D'Arco e Francesco Saverino Petagna; seguono poi due lapidi in bronzo che ricordano l'eruzione del Vesuvio del 1906 e un'alluvione che colpì la zona stabiese nel 1764. A dividere la cappella dall'ambulacro un breve corridoio, con la volta decorata con medaglioni raffiguranti i vescovi stabiesi, che porta alla canonica e alla sagrestia. La cappella di san Catello, affrescata da Paolo Amato, presenta una cupola nella quale è rappresentata la Gloria del Santo, mentre nei cassettoni a volta i dodici apostoli ed in lunette triangolari, poste a lato degli archi, sono raffigurate le quattro virtù: la Prudenza, con uno specchio e un lume, la Giustizia, con la bilancia, la Fortezza, con uno scudo e la Temperanza nell'atto di cogliere una palma.
L'altare centrale, sovratato dalla statua di San Catello, è in bronzo e marmo e sotto la mensa è posto un sarcofago di origine paleocristiana ritrovato durante i lavori di costruzione della cappella, risalente al III secolo e che raffigura il Buon Pastore, come descritto anche da Francesco Di Capua:
Ed ancora ai lati dell'altare una rappresentazione dell'eruzione del Vesuvio del 1906 e una scena della guerra del 1940, entrambe realizzate nel 1957 da Francesco Filosa; sulla volta dell'altare e sul muro d'ingresso della cappella, due affreschi di Vincenzo Paliotti raffiguranti rispettivamente la Madonna in mezzo agli angeli e l'apparizione dell'arcangelo Michele a san Catello e sant'Antonino sul monte Faito. Sull'altare è posta la statua lignea del santo stabiese, realizzata nel 1609 da un artista anonimo. Sulle pareti laterali sono presenti due reliquiari a forma di croce, realizzati nel 1882 da Luigi Prezioso e Francesco Galante, su richiesta di Padre Brunone e alcune nicchie con all'interno una statua recente del Gesù bambino di Praga ed una statua lignea dell'800 raffigurante san Clemente papa, proveniente dalla chiesa della Vergine della Saletta di Sant'Antonio Abate: il santo si presenta con capelli e barba lunghi e bianchi, occhi di cristallo, abiti pontificali ed in mano una penna d'oca in legno. Per dare luce all'ambiente, due grossi finestroni con vetri colorati e decorati con le effigie dei santi protettori della città ossia san Francesco d'Assisi, san Domenico, san Vincenzo e san Francesco Saverio: tali opere sono state realizzate da Vincenzo Paliotti.

### Crociera

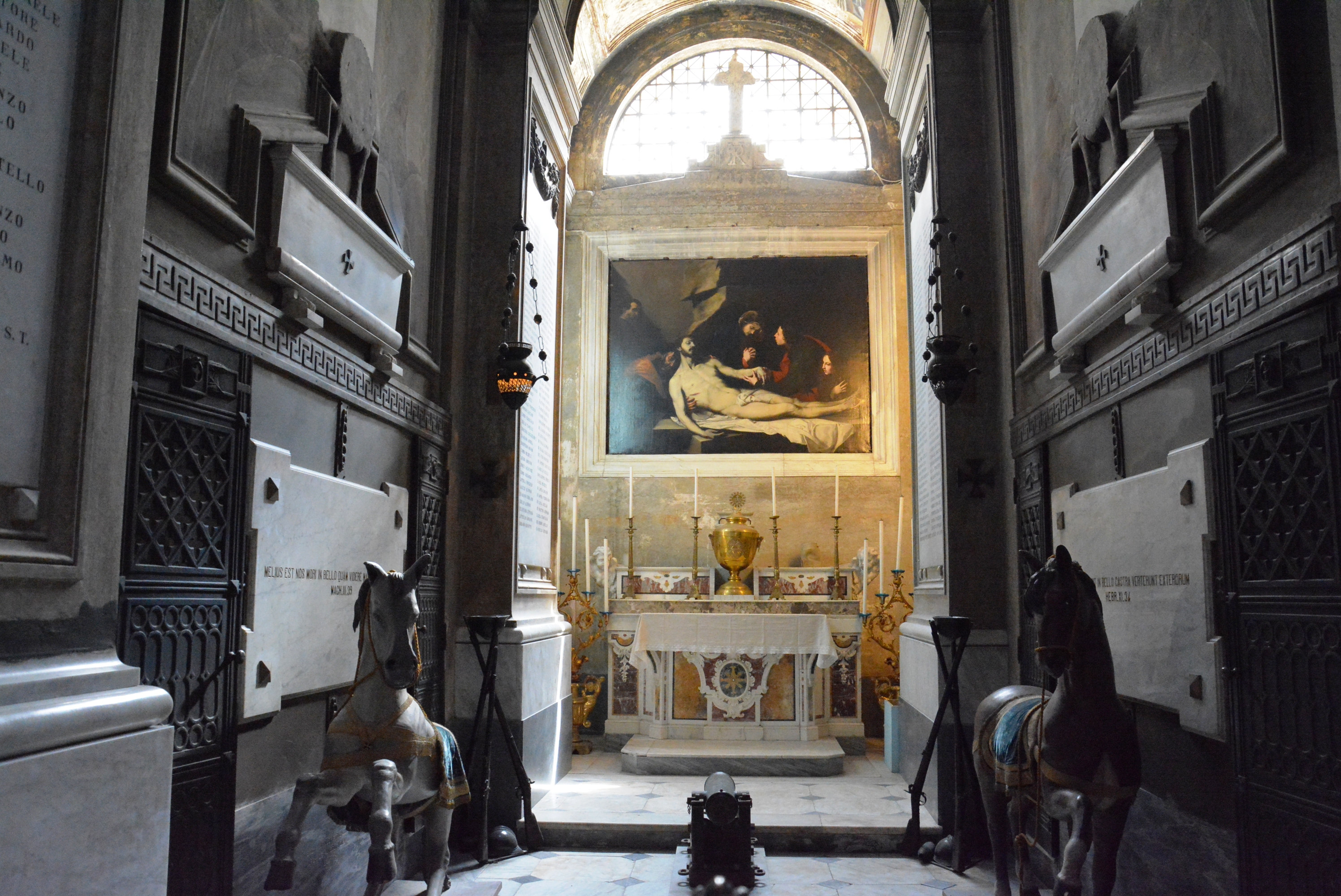
L'altare dell'Ara Pacis con il dipinto di Jusepe de Ribera

La crociera della chiesa di Maria Santissima Assunta si divide nel braccio destro e sinistro ed entrambe dispongono di due cappelle. Il braccio sinistro è dedicato al Cuore di Gesù, abbellita da una statua lignea di fine '800 ad opera di Reccia di Napoli: il Cristo si presenta con viso giovane e barbuto, veste azzurra e mantello celeste e sul petto un cuore avvolto dalle fiamme. La volta è affrescata da due dipinti di Vincenzo Paliotti, risalenti al 1891, uno di dimensioni minori, raffigurante Gesù in mezzo alle turbe languenti e uno, più grande, dedicato all'apparizione del cuore di Gesù a santa Margherita; dello stesso autore anche l'affresco Mosè ed Elia, situato nei pressi del finestrone.
Le cappelle del braccio sinistro sono quella del Santissimo Sacramento, completamente restaurata nel 1996 e quella dell'Ara Pacis. La prima presenta una pianta ottagonale: sull'altare principale è posto il dipinto della Deposizione, realizzato o da Jusepe de Ribera o da Andrea da Salerno, raffigurante la Trinità tra i santi Giovanni Battista e Giovanni evangelista. Sempre sull'altare principale, risalente al XVIII secolo, il tabernacolo realizzato nel XIX secolo con agata di Sicilia, lapislazzuli e diasporo; tra le altre opere presenti figurano un ciborio del 1518 attribuito ad Andrea Ferrucci, un sacrario per gli oli santi del XVII secolo, una rappresentazione della pesca di san Pietro e diversi affreschi che adornano la cupola come l'ultima cena di Gesù con gli apostoli, la manna del deserto, il sacrificio di Melchisedec, l'angelo che porta il pane ad Elia sulla vetta dell'Oreb.
La cappella dell'Ara Pacis, in origine dedicata all'Immacolata, fu voluta dal sacerdote Raffaele Vanacore e costruita tra 1924 e 1928 su progetto di Giuseppe Pandolci. L'opera di maggiore importanza è una tela di Jusepe de Ribera che rappresenta la Deposizione di Cristo, dono di un conte al vescovo Sarnelli. Il tema principale della cappella è il ricordo delle vittime della prima guerra mondiale: sono infatti presenti 6 lapidi marmoree sulle quali sono scolpite i nomi dei caduti stabiesi nella grande guerra, mentre nei pressi dell'altare sono stati posti quattro elmetti, sei moschetti, due bossoli ed un cannone risalenti alla prima guerra mondiale. La cappella presenta diversi affreschi a tempera di Salvatore Franciosa del 1925 ed una lampada votiva, realizzata degli operai del cantiere navale, che pende dal soffitto. La cappella ha l'ingresso delimitato da un cancello in ferro che reca la scritta:

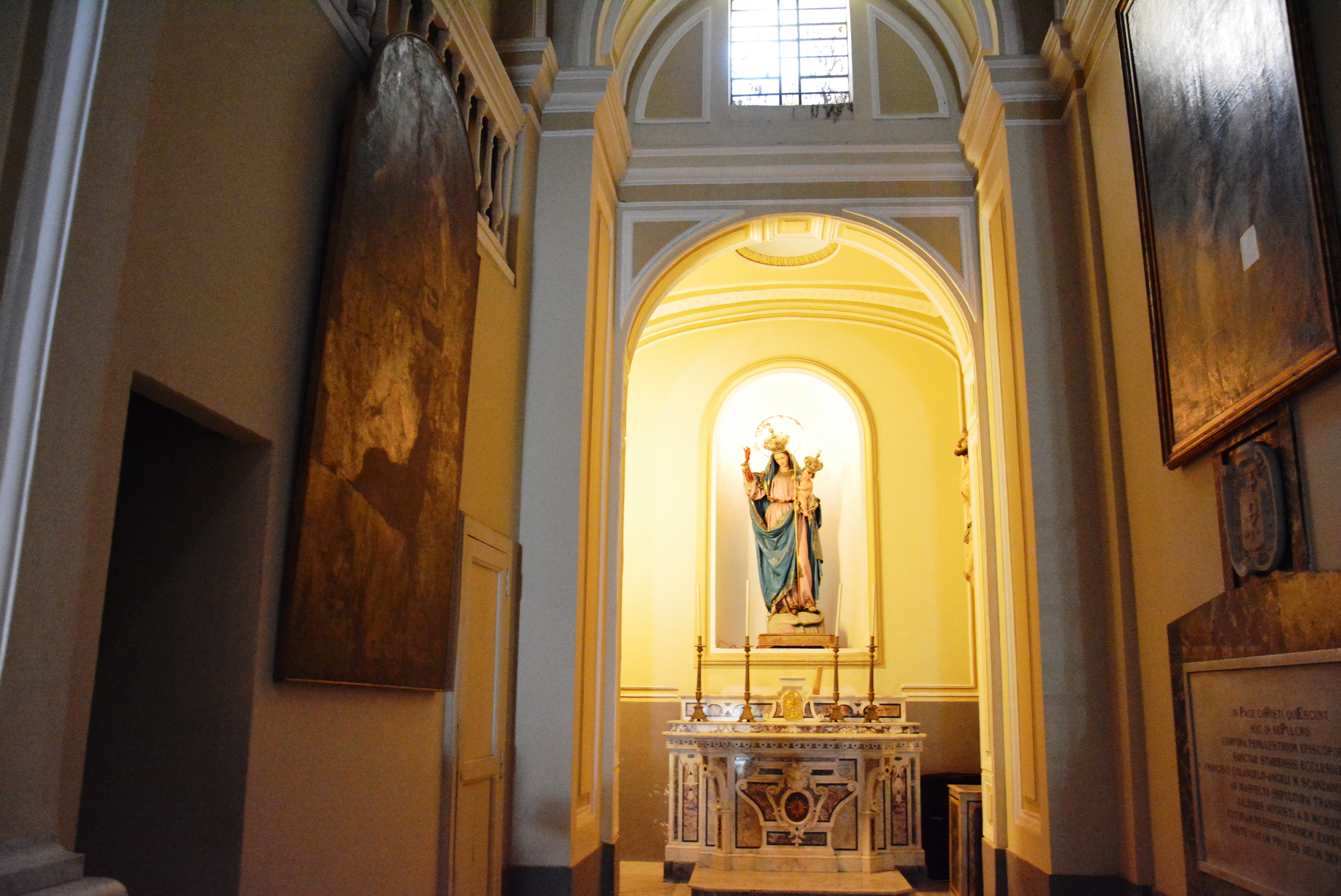
La cappella della Madonna dei Flagelli

Il braccio destro della crociera della cattedrale è dedicato a san Giuseppe: è presente l'omonima statua lignea, opera di Reccia di Napoli ed il santo si presenta con un aspetto invecchiato, veste viola e manto marrone e porta in braccio Gesù che dorme; così come il braccio sinistro, anche quello destro ha la volta affrescata con due dipinti del Paliotti, risalenti al 1890, raffiguranti la Gloria di san Giuseppe e il Patrocinio del Santo. Nei pressi del finestrone l'affresco di un vecchio Giuseppe e del Re Davide.
Le due cappelle sono dedicate a san Michele Arcangelo e alla Madonna dei Flagelli. La cappella di san Michele Arcangelo si presenta con una pianta ottagonale e sull'altare centrale è posta la statua in marmo di san Michele Arcangelo che in precedenza era nella chiesa omonima sul monte Faito: la statuetta dovrebbe essere di origine medioevale anche se la tradizione vuole che sia stata donata da papa Gregorio Magno a san Catello nel VI secolo. Gli affreschi a tempera che adornano la cappella sono tutti di Salvatore Cozzolino: sulle pareti san Pietro salvato dall'Arcangelo dalla prigionia e san Michele che scaccia Satana dalla tomba di Mosè, mentre sulla volta la scala di Giacobbe, la caduta degli angeli ribelli, gli angeli che chiamano i morti al giudizio e i tre angeli che si presentano ad Abramo. Nella cappella è presente un coro ligneo, conosciuto anche come coro d'inverno, poiché nella stagione fredda si riuniva il Capitolo Cattedrale: fu realizzato tra il 1904 e il 1920, su disegno Giovanni Rispoli.
La cappella della Madonna dei Flagelli, in precedenza chiamata del presepe, ha sull'altare principale una statua, risalente al XIX secolo della Madonna dei Flagelli: il volto, le mani e i piedi della Vergine e di Gesù sono in legno mentre il resto del corpo in cartapesta. Sulla parete sinistra una tela di Ribera dell'Adorazione dei pastori, simile a quella esposta al Louvre di Parigi, dello stesso autore, e sulla parete destra un monumento marmoreo realizzato da Francesco Jerace, in ricordo del vescovo Sarnelli.

### Altare maggiore

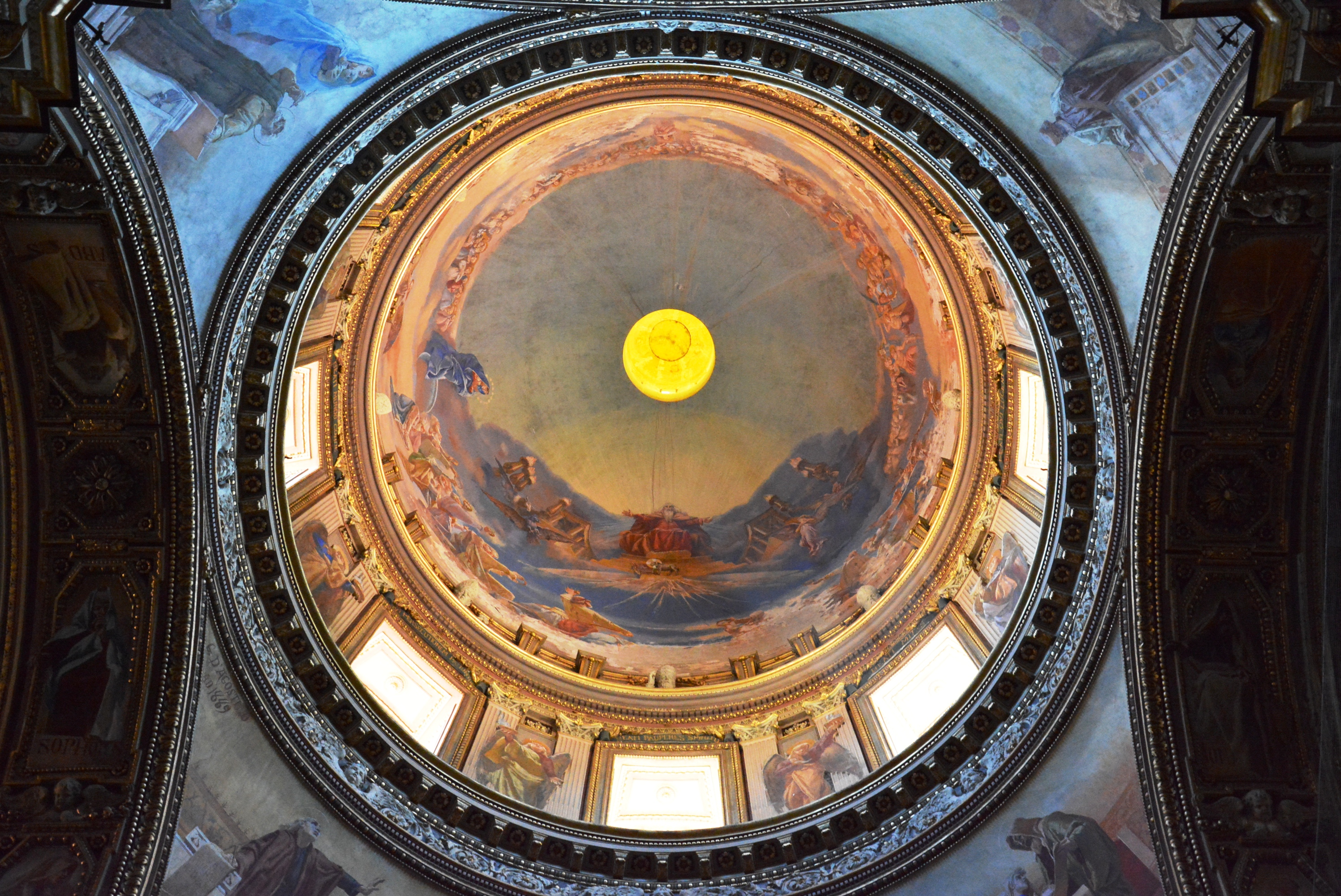
La cupola sull'altare maggiore

L'altare maggiore risale al XVIII secolo ed è ornato da marmi colorati; sulla sua sommità è posto la tela dell'Assunta, di Nunzio Rossi, risalente al XVIII secolo: nel quadro sette apostoli a mezzobusto, quattro dei quali guardano nel sepolcro vuoto e tre invece la Vergine su una nuvola, circondata da putti e cherubini. Le pareti laterali sono abbellite da due tele di autori ignoti, entrambe del XVIII secolo, raffiguranti scene dell'Antico Testamento e, precisamente, quella a destra il sacrificio di Isacco, mentre quella a sinistra Agar che vede agonizzare nei deserti di Bersabea il suo diletto Ismaele.
Intorno all'altare è posto un coro in legno, proveniente dalla chiesa della Pace di Castellammare di Stabia con due ordini di posti: quello superiore riservato ai canonici e quello inferiore agli abdomadari: davanti ad ogni stallo un anello in ferro dove veniva posto un candelabro ed inoltre era presenta una sputacchiera, chiusa da anni per motivi d'igiene. Nella volta si aprono cinque finestroni nelle cui lunette sono raffigurati i cinque simboli della Vergine, Vas spirituale, Vas honorabile, Stella matutina, Rosa in Iericho, Lilium convallium, in stile bizantino, oltre a tre affreschi del 1888 che ritraggono san Giuseppe che dorme e Maria in contemplazione, la presentazione di Maria al tempio e la Madonna incoronata da Gesù, mentre l'affresco centrale della volta rappresenta Maria che risorge dal sepolcro; ai quattro angoli sono riprodotti i quattro dottori della Chiesa antica, ossia sant’Atanasio, san Gregorio Nazianzeno, san Basilio e san Giovanni Crisostomo.

### Cupola
La cupola poggia su quattro pilastri che formano quattro grossi archi, con i fondi spartiti a cassettoni, nei quali sono raffigurati i sedici profeti maggiori. All'interno della cupola è raffigurata l'Apocalisse e i quattro evangelisti, san Giovanni con l'aquila, san Matteo con l'angelo, san Luca con il bue e san Marco con il leone. Sempre all'interno della cupola sono presenti i busti di otto vescovi che nel corso della loro vita hanno celebrato le glorie della Vergine Maria: san Pio V, san Germano, san Pier Damiani, san Idefonso, san Bonaventura, sant'Anselmo, san Francesco di Sales e sant'Alfonso.